# Капицукки, Джанантонио
Джанантонио Капицукки (итал. Gianantonio Capizucchi, его фамилию также пишут как Capisucco, Capisucchi, Capizzuchi; 24 октября 1515, Рим — 28 января 1569, Рим) — католический церковный деятель XVI века.

## Биография
Получил степень доктора римского и канонического права. Был провозглашен кардиналом-священником на консистории 20 декабря 1555 года, получил титул церкви Сан-Панкрацио 13 января 1556 года. 5 июля 1557 года стал епископом Лоди. Камерленго Коллегии кардиналов c 13 января 1567 года по 14 января 1568 года.